# Kurt Wimmer
Kurt Wimmer (9 marzo 1964) è uno sceneggiatore e regista statunitense.
Nell'ambiente cinematografico è conosciuto anche col soprannome The Wimmer.

## Biografia
Kurt Wimmer si laureò all'University of South Florida in storia dell'arte, trasferendosi poi a Los Angeles, dove iniziò a lavorare come sceneggiatore. Nel 1996 diresse il suo primo film, Faccia da bastardo: la pellicola non riscosse molto successo. Wimmer realizzò poi nel 2002 il film fantascientifico Equilibrium, con Christian Bale e Emily Watson, mentre il 2006 fu invece l'anno di Ultraviolet con Milla Jovovich e William Fichtner. A parte queste esperienze dietro la macchina da presa, Wimmer ha continuato negli anni con la sua attività di sceneggiatore per il grande schermo.

## Filmografia

### Sceneggiatore
- Doppio guaio a Los Angeles (Double Trouble), regia di John Paragon (1992)
- Il vicino di casa (The Neighbour), regia di Rodney Gibbons (1993)
- Relative Fear, regia di George Mihalka (1994)
- Agguato tra i ghiacci (The Wolves), regia di Steve Carver (1995)
- Sfera (Sphere), regia di Barry Levinson (1998)
- Gioco a due (The Thomas Crown Affair), regia di John McTiernan (1999)
- Equilibrium, regia di Kurt Wimmer (2002)
- La regola del sospetto (The Recruit), regia di Roger Donaldson (2003)
- Ultraviolet, regia di Kurt Wimmer (2006)
- La notte non aspetta (Street Kings), regia di David Ayer (2008)
- Giustizia privata (Law Abiding Citizen), regia di F. Gary Gray (2009)
- Salt, regia di Phillip Noyce (2010)
- Total Recall - Atto di forza (Total Recall), regia di Len Wiseman (2012)
- Point Break, regia di Ericson Core (2015)
- Spell - Maleficio (Spell), regia di Mark Tonderai (2020)
- I mercenari 4 - Expendables (Expend4bles), regia di Scott Waugh (2023)
- The Beekeeper, regia di David Ayer (2024)

### Regista
- Faccia da bastardo (One Tough Bastard) (1995)
- Equilibrium (2002)
- Ultraviolet (2006)

### Attore
- Equilibrium, regia di Kurt Wimmer (2002)
- Ultraviolet, regia di Kurt Wimmer (2006)

### Produttore
- The Beekeeper, regia di David Ayer (2024)